# Bota de Oro 1992-93

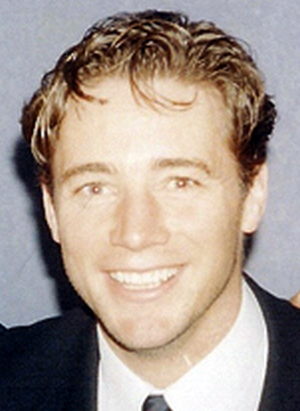
Ally McCoist ganador de la bota de oro 1992-93.

La Bota de Oro 1992-93 fue un premio entregado por la European Sports Magazines al futbolista que logró la mayor cantidad de goles en la temporada europea.
El ganador de este premio fue el jugador escocés Ally McCoist por haber conseguido 34 goles en la Premier League de Escocia. McCoist ganó el premio cuando jugaba para el Rangers FC.

## Resultados
| Posición | Futbolista           | Club             | Campeonato                | Goles |
| -------- | -------------------- | ---------------- | ------------------------- | ----- |
| 1        | Ally McCoist         | Rangers FC       | Premier League de Escocia | 34    |
| 2        | Vasilis Dimitriadise | AEK Atenas FC    | Super Liga de Grecia      | 33    |
| 3        | Krzysztof Warzycha   | Panathinaikos FC | Super Liga de Grecia      | 32    |